# Fomitopsis rufolaccata
Fomitopsis rufolaccata är en svampart som först beskrevs av Bose, och fick sitt nu gällande namn av Dhanda 1981. Fomitopsis rufolaccata ingår i släktet Fomitopsis och familjen Fomitopsidaceae.   Inga underarter finns listade i Catalogue of Life.